# Hanif Kureishi
Hanif Kureishi, (Londres, 5 de dezembro de 1954) é um dramaturgo, roteirista, cineasta e romancista britânico de ascendência paquistanesa e inglesa. Em 2008, o jornal The Times incluiu Kureishi na sua lista dos "50 maiores escritores britânicos desde 1945".
Em 26 de Dezembro de 2022, depois de uma queda em Roma, ficou impossibilitado de controlar os seus membros. Iniciou as suas memórias, ditando o texto.

## Obras

### Romances
- 1990 The Buddha of Suburbia . London: Faber and Faber.
- 1995 The Black Album. London: Faber and Faber.
- 1998 Intimacy . London: Faber and Faber.
- 2001 Gabriel's Gift. London: Faber and Faber.
- 2003 The Body . London: Faber and Faber.
- 2008 Something to Tell You. London: Faber and Faber.
- 2014 The Last Word. London: Faber and Faber.
- 2017 The Nothing. London: Faber and Faber.

### Coletâneas de contos
- 1997 Love in a Blue Time London: Faber and Faber.
- 1999 Midnight All Day. London: Faber and Faber.

### Coletâneas de histórias e ensaios
- 2011 Collected Essays Faber and Faber[4][5]
- 2015 Love + Hate: Stories and Essays Faber & Faber

### Peças de teatro e guiões
- 1980 The King and Me. London: Faber and Faber.
- 1981 Outskirts. London: Faber and Faber.
- 1981 Borderline. London: Faber and Faber.
- 1983 Birds of Passage. London: Faber and Faber.
- 1988 Sammy and Rosie Get Laid. London: Faber and Faber.
- 1991 London Kills Me. London: Faber and Faber.
- 1996 My Beautiful Laundrette and other writings. London: Faber and Faber.
- 1997 My Son the Fanatic. London: Faber and Faber.
- 1999 Hanif Kureishi Plays One. London: Faber and Faber.
- 1999 Sleep With Me. London: Faber and Faber.
- 2002 Collected Screenplays Volume I. London: Faber and Faber.
- 2003 The Mother. London: Faber and Faber.
- 2007 Venus . London: Faber and Faber.
- 2009 The Black Album (adapted from the novel). London: Faber and Faber.

### Não Ficção
- 2002 Dreaming and Scheming: Reflections on Writing and Politics
- 2004 My Ear at His Heart. London: Faber and Faber.
- 2005 Word And The Bomb . London: Faber and Faber.
- 2014 A Theft: My Con Man . London: Faber and Faber.

### Como editor
- 1995 The Faber Book of Pop. London: Faber and Faber.